# Skorlagad
Skorlagad is een geslacht van kevers uit de familie van de loopkevers (Carabidae). De wetenschappelijke naam van het geslacht is voor het eerst geldig gepubliceerd in 1999 door Morvan.

## Soorten
Het geslacht Skorlagad omvat de volgende soorten:
- Skorlagad cameroni (Louwerens, 1953)
- Skorlagad kornbihanik Morvan, 2007
- Skorlagad kucerai Morvan, 2007
- Skorlagad nepalensis Morvan, 1999